# Coral Content Distribution Network
Coral Content Distribution Network — сеть для распространения контента, представляет собой совокупность свободных peer-to-peer сетей распределения. Coral CDN использует пропускную способность добровольцев для зеркалирования веб-сайтов, чтобы избежать Слэшдот-эффекта или снизить нагрузку на веб-сайт в целом. Сеть была спроектирована Майклом Фридменом (англ. Michael Freedman).
По состоянию на апрель 2015 г. перестал работать, в результате чего сеть CDN также перестала работать.